# Лецкий, Павел Петрович
Павел Петрович Лецкий — советский хозяйственный, государственный и политический деятель, Герой Социалистического Труда.

## Биография
Родился в 1918 году в деревне Лазарево. Член КПСС.
С 1933 года — на хозяйственной, общественной и политической работе. В 1933—1978 гг. — работник артели в Ленинграде, работник Балтийского судостроительного завода, участник Великой Отечественной войны, старшина электрик-прожекторист 189-го зенитного артиллерийского полка Военно-морской базы Северного флота, судосборщик, бригадир судосборщиков Ленинградского судостроительного завода имени А. А. Жданова Министерства судостроительной промышленности СССР.
Указом Президиума Верховного Совета СССР от 5 июля 1966 года за выдающиеся заслуги в выполнении заданий семилетнего плана 1959—1965 годов и создание новой техники присвоено звание Героя Социалистического Труда с вручением ордена Ленина и золотой медали «Серп и Молот».
Делегат XXIV съезда КПСС
Умер в Санкт-Петербурге в 2003 году. Похоронен на Южном кладбище Санкт-Петербурга.